# Gonolobus megalocarpus
Gonolobus megalocarpus är en oleanderväxtart som beskrevs av P. G. Wilson. Gonolobus megalocarpus ingår i släktet Gonolobus och familjen oleanderväxter. Inga underarter finns listade i Catalogue of Life.